# Babacar Mbye
Babacar Mbye, né le 14 février 2002 à Gambia en Gambie, est un joueur franco-gambien de basket-ball. Il évolue au poste de pivot au Boulazac Basket Dordogne.

## Biographie
Formé à la Spanish Basketball Academy entre 2015 et 2020, il arrive en France au Boulazac Basket Dordogne lors de l'été 2020. 
Lors de la saison 2020-2021 il joue avec l'effectif espoir tout en disputant quelques bouts de match en Jeep Elite et Coupe de France.
À la suite de la descente en Pro B, le BBD le prête pour 2 saisons à l'ASVEL où il jouera avec l'équipe espoir.
Le 24 janvier 2023, il réalise un match record avec l'ASVEL U21 contre le Paris Basketball avec 27 points et 26 rebonds (égalant le record de Vincent Pourchot).
Le 9 juin 2023 il fait son retour en Dordogne et signe son premier contrat professionnel avec Boulazac.

## Palmarès
2021 : Mention honorable Eurobasket.com All- ProA U21
2025 : Champion de France de Pro B